# Pinelema zhenzhuang
Espèce
Pinelema zhenzhuang est une espèce d'araignées aranéomorphes de la famille des Telemidae.

## Distribution
Cette espèce est endémique de la province de Quảng Bình au Viêt Nam,. Elle se rencontre dans le parc national de Phong Nha-Kẻ Bàng dans la grotte Hang Tien Duong.

## Description
Le mâle holotype mesure 1,28 mm et la femelle paratype 1,19 mm.

## Publication originale
- Zhao, Pham, Song, Do & Li, 2018 : Seven new species of Pinelema from Vietnam (Araneae, Telemidae). ZooKeys, no 734, p. 13-42.